# Etnia bajtiari
La etnia bajtiarí o bakhtiari o baktiarita es un grupo originario del sur de Irán, que habla un dialecto del lorí y en el que un pequeño porcentaje todavía se dedica al pastoreo nómada, transhumando desde sus asentamientos de verano (ييلاق, yeylāq) y de invierno (قشلاق, qeshlāq). Las estimaciones sobre su número total varían ampliamente. Las tribus bajtiarís habitan en las provincias de Lorestán, Juzestán, Chahar Mahal y Bajtiarí, e Isfahán, pero se concentran principalmente en la parte oriental de Juzestán, y son musulmanes chiitas.

## Localización
Los bajtiaríes habitan un área de 67.000 km² en las montañas Zagros de Irán. La tribu está compuesta por unas 800.000 personas, de las que un tercio son pastores nómadas y el resto agricultores. El pastoreo nómada es su ideal de vida, y la faceta de su vida más conocida. Pasan el invierno en zonas de suroeste de iran en provinica de Juzestan, cerca de ciudades como Masjed soleiman y Shooshtar y suben a las mesetas de las montañas cerca de Shahrkord durante el verano, a más de 3000 m de altitud. En los últimos años el gobierno ha facilitado la migración construyendo puentes y puntos de suministro de forraje en el camino.

## Economía
Viven de la venta de carne de oveja y cabra así como de productos lácteos, y recientemente muchos se han trasladado a las ciudades y trabajan en la industria del petróleo. 

## Historia
Con un linaje común, están divididos en dos sub-tribus, Haft Lang («siete piernas») y los Lang Chahar («cuatro piernas»), cada una controlada por una poderosa familia. El jan se alterna cada dos años entre los jefes de la Chahar Lang y la Haft Lang. Se consideran descendientes de Fereydun, un legendario héroe de la epopeya nacional irania, el Shahnameh. 
Los bajtiaríes conquistaron Teherán bajo el mando del jan Sardar Asad (Haft Lang) y jugaron un papel significativo en la reforma constitucional y la abdicación en 1909 de Mohammad Alí Shah Qayar, exiliado a Rusia. Entre 1925 y 1941, durante el reinado de Reza Shah, fueron perseguidos hasta casi la aniquilación y no se han recuperado completamente desde entonces. La segunda esposa del sucesor de Reza Shah, Mohammad Reza Pahlaví, pertenecía a esta etnia. Se trata de Soraya Esfandiarí Bajtiarí.

## Cultura
Son famosos en Irán por su música, que inspiró a Borodin.
Las mujeres bajtiaríes tienen un mayor reconocimiento social y libertad que la mayoría de las mujeres iraníes, y muchas de las hijas de las familias ricas reciben, al menos, la educación básica. Muchos políticos iraníes significativos, gobernadores de provincias y otros dignatarios son de origen bajtiarí; tal es el caso de Shapour Bajtiarí.